# Тунель

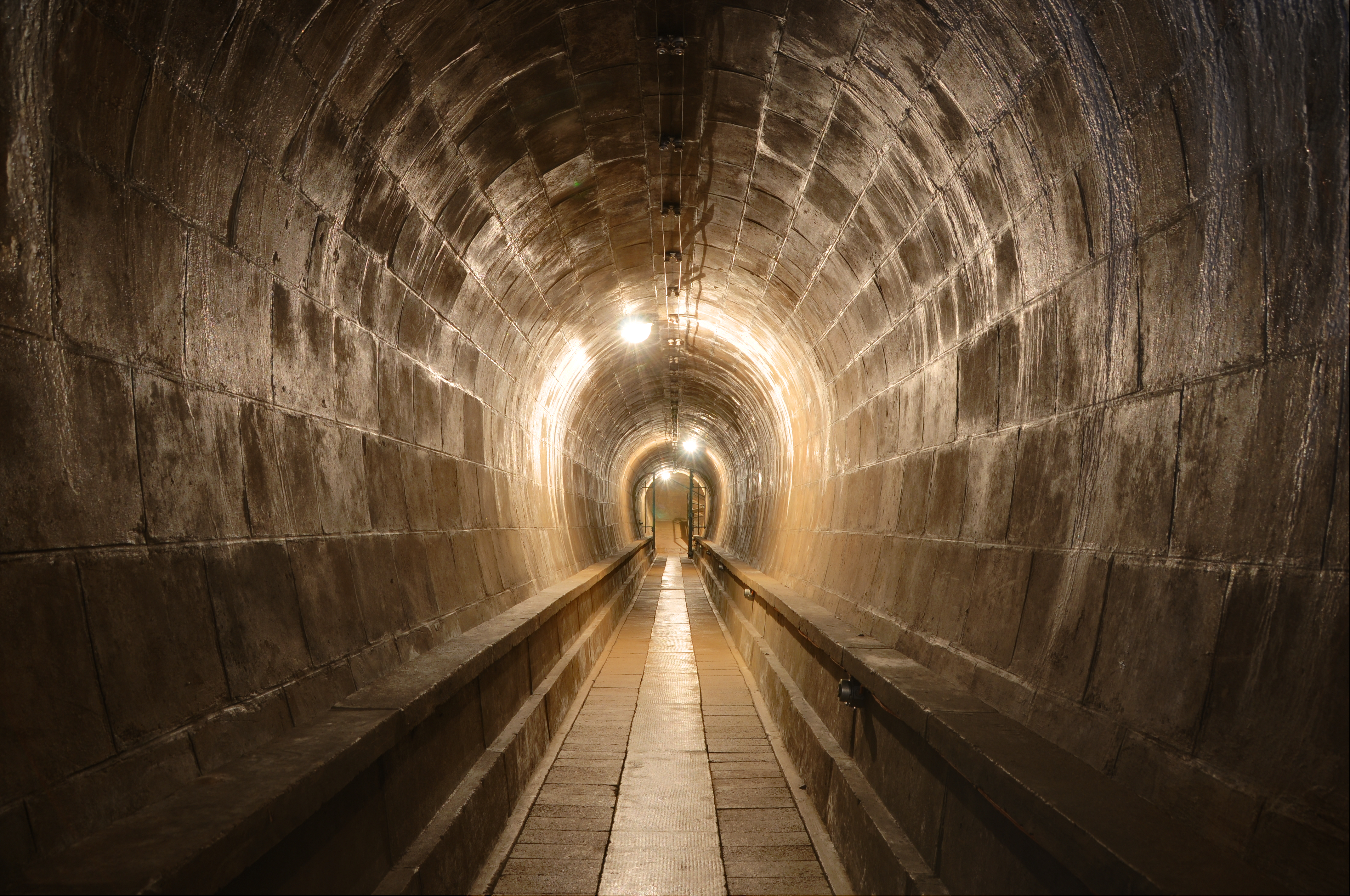
Тунель

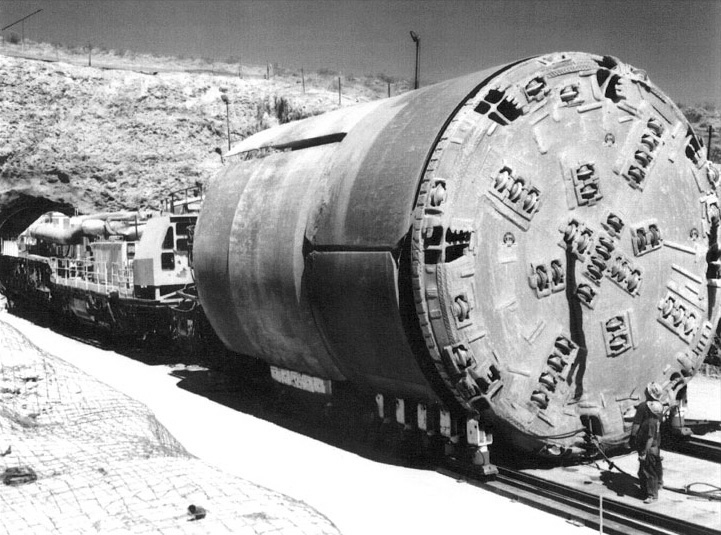
Щитовий тунелепрохідницький комплекс

Туне́ль (англ. tunnel, фр. tonnelle від tonneau — «бочка») — горизонтальна або похила гірнича виробка та підземна споруда, яка має два виходи на поверхню. Споруджується з транспортними, комунікаційними та іншими цілями.

## Загальна характеристика

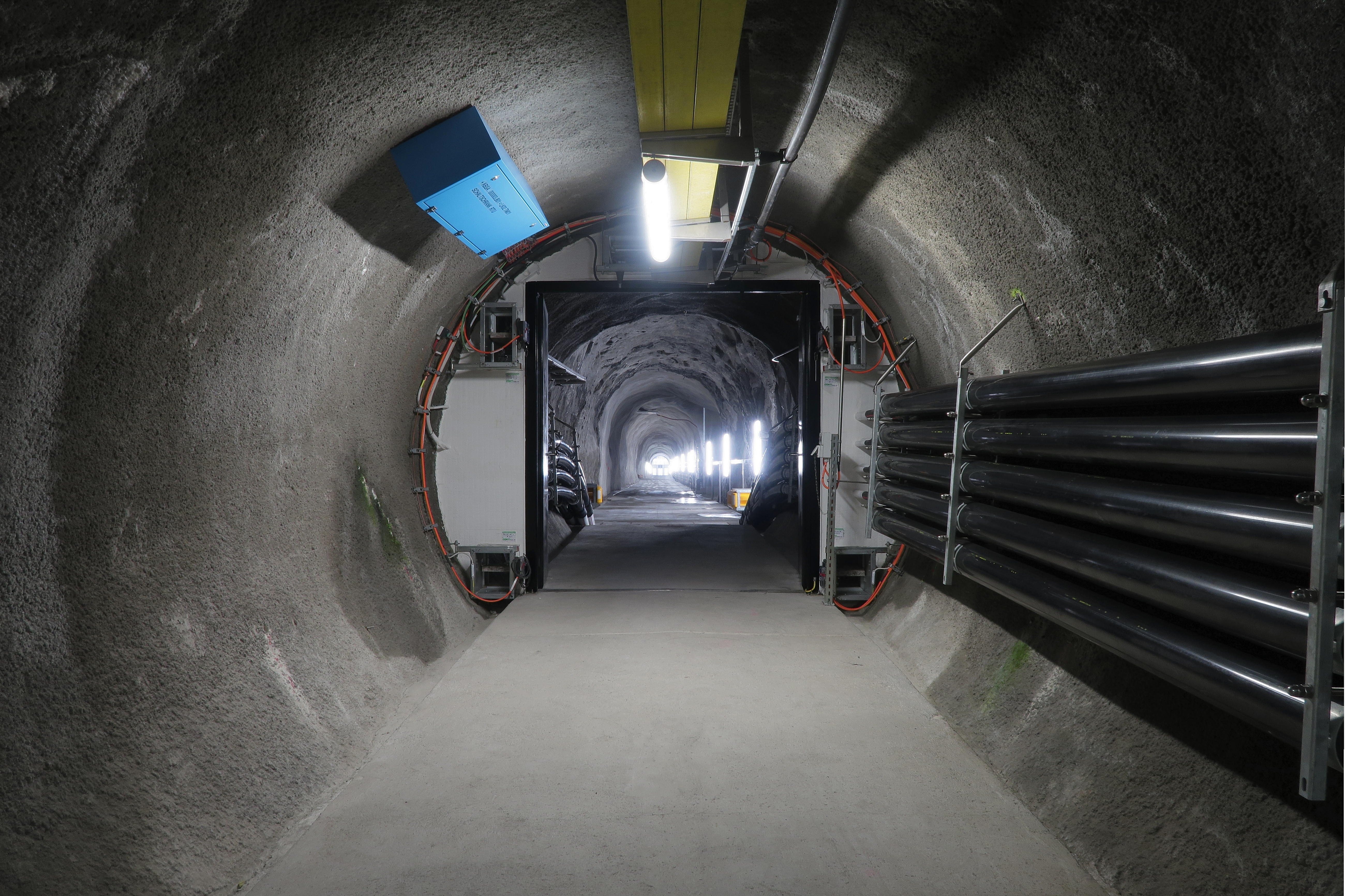
Кабельний тунель

За призначенням розрізняють тунелі транспортні (залізничні, автошляхові, для транспорту кількох видів, метрополітену), пішохідні, гідротехнічні, комунальні (для міських мереж водопостачання, каналізації, тепло- і газопостачання) і спеціального призначення (у складі підземних споруд ГЕС, гаражів, інших об'єктів). Існують також так звані екологічні тунелі. Вони прокладаються під автомобільними дорогами або залізницями і служать для забезпечення вільної міграції тварин.
Основна частина метро також прокладена у вигляді тунелів. Щоб уникнути перетинів лінії метро прокладають на різних глибинах.
Тунелі будують для подолання природних перешкод (тунелі під горами або базисні тунелі), для скорочення шляху (тунель крізь гору замість шляху навколо), для скорочення часу руху (тунель замість поромної переправи). Тунелі під водними перешкодами часто будують замість мостів там, де мости могли б заважити руху суден. Також тунелі будують для уникнення перетину різних транспортних потоків на одному рівні (підземні переходи, тунелі замість залізничних переїздів, тунелі як частина автомобільних розв'язок тощо).

## Історія
Тунелі почали будувати ще в стародавні часи. У Вавилоні, Єгипті, Греції і Римі підземні роботи проводилися задовго до н. е. Спочатку при видобутку корисних копалин, споруді гробниць і храмів, а потім для водопостачання і транспорту. Дорожні, водопровідні і дренажні тунелі споруджувалися переважно склепінчастого контуру, в стійких скельних породах, без закріплення останніх. Прохідницькі роботи велися примітивними знаряддями. Після падіння Римської імперії в будівництві тунелів настав період відносного застою.
Тунелі споруджувалися переважно у військових цілях. В кінці середньовіччя у зв'язку з розширенням міжнародних торгових зв'язків почалося будівництво судноплавних тунелів, що сполучали водні шляхи сполучення. Передумовою до цього з'явилося застосування чорного пороху для підривання скельних порід.
Перший залізничний тунель (довжина 1,19 км) був побудований у Великій Британії на лінії Ліверпуль-Манчестер в 1826–1830 роках. Винахід піроксиліну і динаміту, а також успішне застосування в гірській справі бурильних машин забезпечили можливість споруди великих альпійських тунелів між Францією, Італією і Швейцарією. До початку Першої світової війни було побудовано 26 тунелів. завдовжки понад 5 км кожен, зокрема Симплонський тунель завдовжки близько 20 км, що з'єднав Італію з Швейцарією.

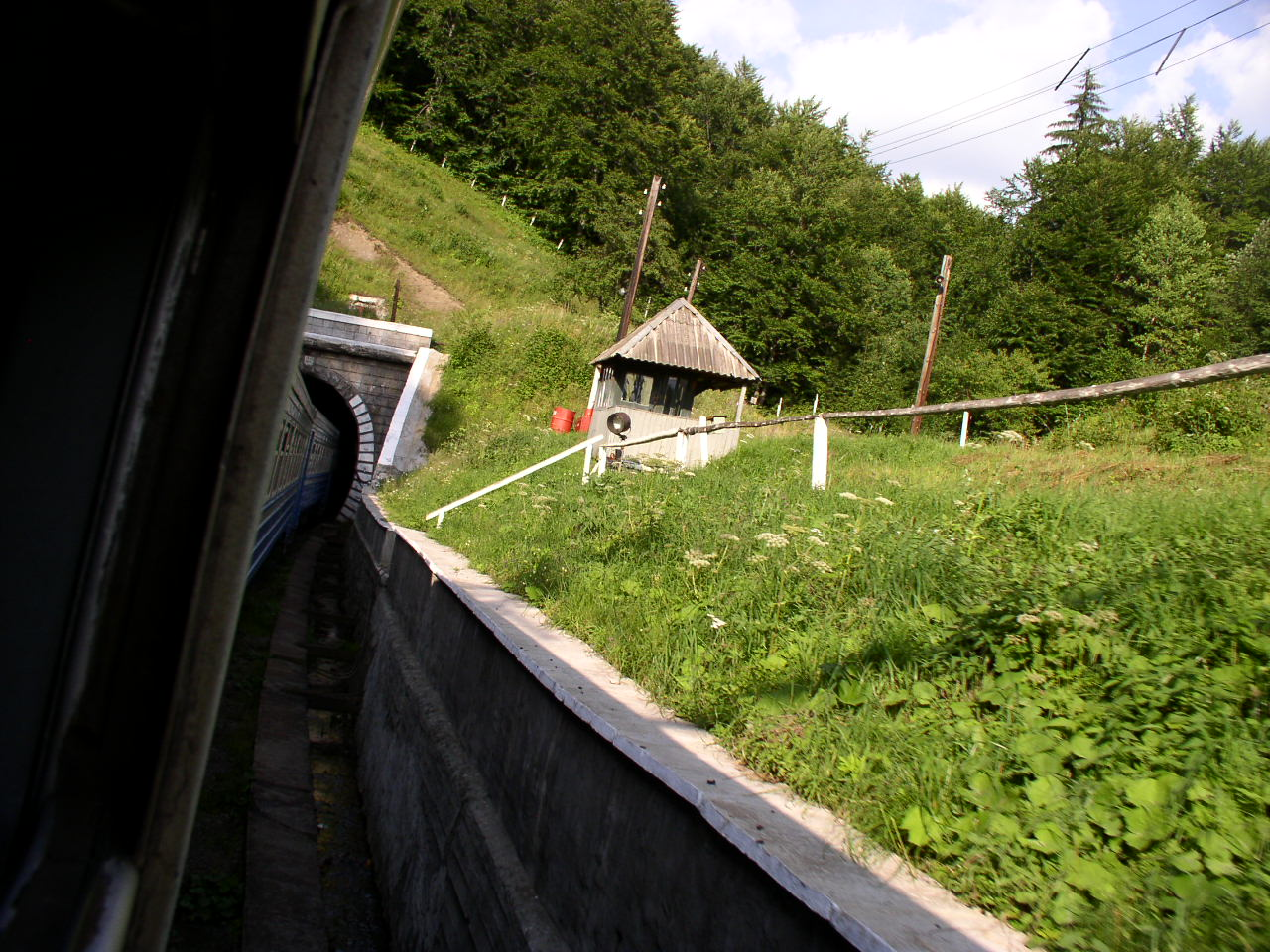
Бескидський тунель. 1886
Українські Карпати

Серед споруджених в 1920-х — початку 1930-х рр. виділяються Великий Апеннінський двоколійний залізничний тунель на лінії Флоренція-Болонья (Італія) довжиною 18,5 км, а також Ровський судноплавний тунель на водній магістралі Марсель-Рона (Франція) довжиною понад 7 км.
Разом з гірськими тунелями розвивалося будівництво і підводних, що стало можливим завдяки застосуванню прохідницьких щитів (у поєднанні із стисненим повітрям) і збірної оправи. Щитовим методом споруджено низку великих підводних тунелів, наприклад під р. Гудзон (США) довжина 2,5 км, під Симоносекською протокою (Японія) довжина понад 6 км (1936–1941). Будівництво підводних тунелів одержало подальший розвиток у зв'язку із застосуванням опускних секцій довжиною до 150 м.
У Росії перший залізничний двоколійний Ковенський тунель (довжиною 1,28 км) був побудований в 1862 році. Наприкінці 19 ст. споруджено багато тунелів на залізницях Уралу, Криму і Кавказу. Найбільш великий серед них — Сурамський тунель завдовжки близько 4 км (1886–1890). На початку 20 ст. був побудований ряд тунелів в Сибіру і на Далекому Сході. Значний розвиток тунелебудування одержав в СРСР у зв'язку з інтенсивним залізничним будівництвом, створенням мережі ГЕС, спорудженням метрополітенів та об'єктів міського підземного господарства.
З XVII ст. почалося будівництво судноплавних, в кінці ХІХ ст. — залізничних, а на початку ХХ ст. — автошляхових тунелей.
Наприкінці ХХ ст. найбільшим у світі був тунель «Сейкан» під протокою Цутару між островами Хонсю та Хоккайдо загальною довжиною 53,85 км.
В Україні найбільшим є гідротехнічний тунель — Ялтинський водогін завдовжки 7,216 км. Перспективним у ХХІ ст. є побудова тунелів під протоками.
1991 р. у Вашингтоні було створено консорціум, що займається здійсненням проекту тунелю під Беринговою протокою. Реалізація цього проекту дозволить поєднати залізничні мережі чотирьох континентів — Америки, Європи, Азії та Африки.

## Основні конструктивні елементи тунелів
Для спорудження тунелів необхідна виробка — порожнина, що штучно створюється в земній корі в один або декілька етапів, починаючи зі штольні (зазвичай з перетином склепінної, еліптичної чи трапецієподібної форми). У міцних скельних породах однорідної будови виробка тунелю може бути залишена без закріплення, в нестійких породах потрібне встановлення тимчасового кріплення виробки, що замінюється згодом постійною конструкцією, — оправою (монолітною або збірною). Оправа — найважливіший елемент тунелю, який утворює його внутрішню поверхню, сприймає гірничий тиск та забезпечує захист тунелю, від підземних вод. Головну частина (або вхідну ділянку) тунелю називають порталом; він забезпечує стійкість лобового і бічних укосів, так званої передпортальної виїмки, і надає архітектурного оформлення входу в тунель. Для захисту від затоплення вхідних ділянок підводних тунелів, а також в гірських умовах застосовують рампу — залізобетонну конструкцію коритоподібного перетину.

## Особливості проектування траси тунелю
Глибина закладення тунелю, його довжина, розташування в плані і профілі, форма поперечного перетину залежать від призначення тунелю, топографічних, геологічних та кліматичних умов. При проектуванні і спорудженні тунелю провадять комплекс геодезичних робіт по вибору і закріпленню осі тунелю у плані та профілі, по обчисленню її геометричних елементів, перенесенню цієї осі всередину виробки, визначенню довжини осі і розбиття поперечних перетинів тунелю. По трасі тунелю проводять інженерно-геологічні дослідження для встановлення геологічної будови гірничого масиву, що прорізається, характеру нашарувань, ступеня стійкості та фізико-механічних властивостей порід, гідрогеологічного режиму й хімічного складу підземних вод, наявності газів, температури у виробці, очікуваного гірничого тиску тощо. Ці дані отримують на основі проведення геологорозвідувальних робіт та гідрогеологічних досліджень за допомогою свердловин, геофізичними методами і, в окремих випадках, за результатами розвідувальних виробок.
У плані тунель може розташовуватись (повністю або частково) як по прямій, так і може мати криволінійну форму. Будівельно-експлуатаційні переваги мають прямолінійні тунелі, так як при трасуванні тунелю по кривій істотно зростає обсяг виробки, ускладнюються роботи по спорудженню тунельних конструкцій та погіршуються умови вентиляції й видимості у тунелі. У низці випадків (наприклад, при розвитку залізничної лінії у гірських масивах) будують петлеві та спіральні тунелі.
Подовжній профіль тунелю може бути одно- і двосхилим (з ухилом в обидві сторони від середини тунелю). З умов забезпечення водовідведення розташування тунелів горизонтально не допускається. При великій довжині тунелю чи його криволінійній траєкторії слід закладати менші ухили.

## Способи будівництва тунелів

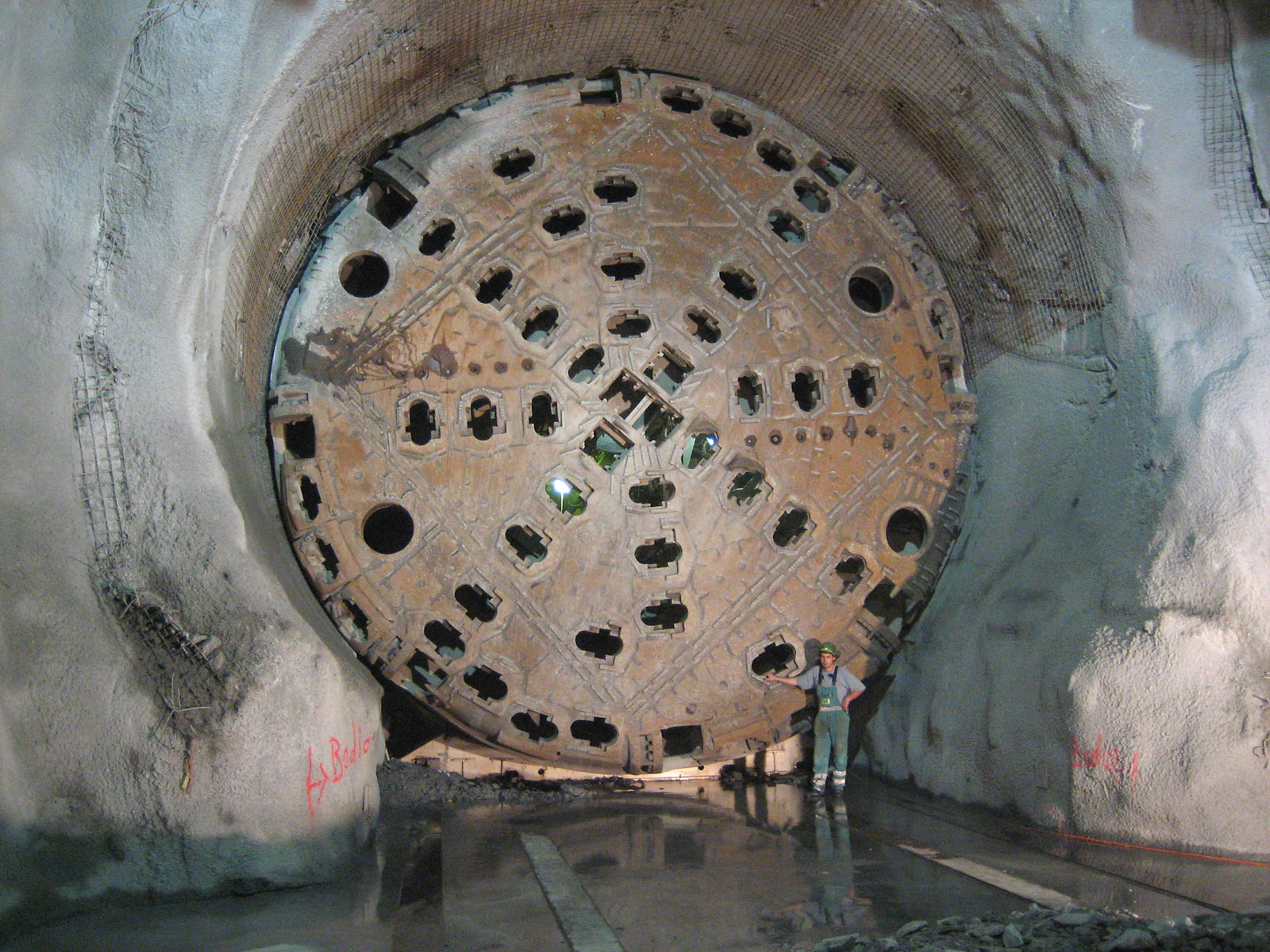
Робочий орган тунелепрохідницької машини, що використовувалась на будівництві Готтардського тунелю (Швейцарія), найдовшого у світі залізничного тунелю

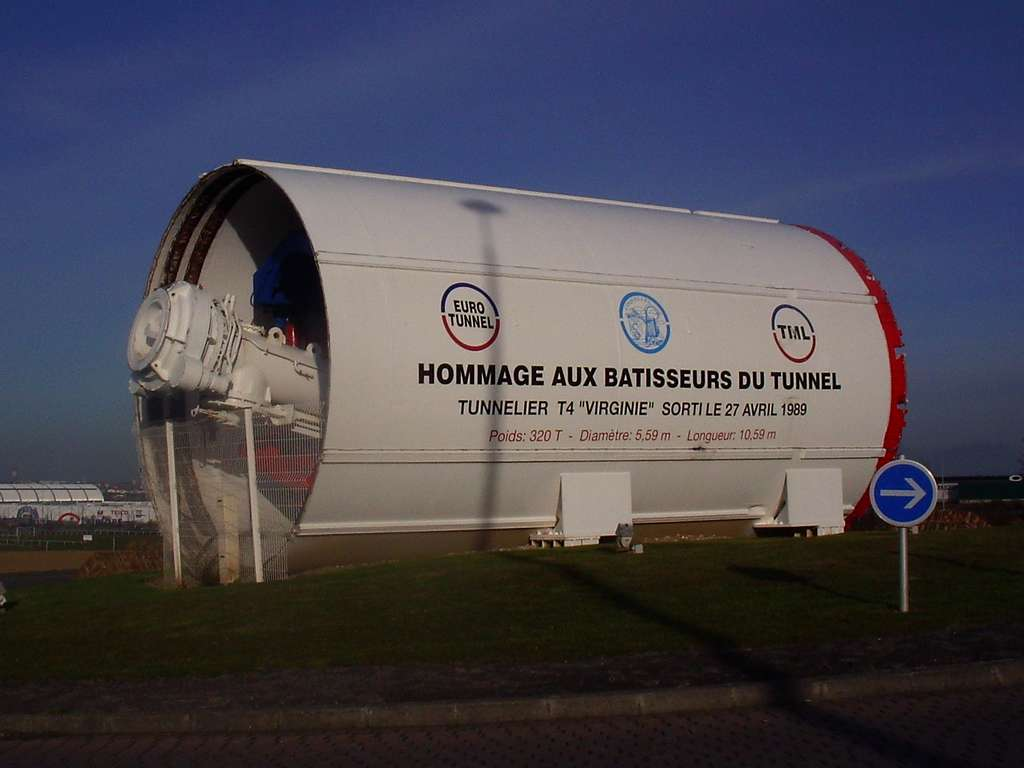
Щит прохідницький

### Закриті способи
Закриті способи будівництво тунелів застосовуються як для будівництва тунелів глибокого (>20 м), так і мілкого залягання.
Глибина закладання, довжина, форма та розміри поперечного перерізу тунелю залежать від топографічних, геологічних і кліматичних умов, призначення споруди.

#### Стійкі ґрунти середньої міцності та міцні
- Гірничий спосіб проведення виробки з використанням буропідривних робіт — проводиться оббурювання вибою шпурами, у які закладають заряди вибухової речовини, після цього вибухом руйнують гірську породу. Зруйнована порода транспортується на поверхню, влаштовується спочатку тимчасове кріплення, а потім проводиться остаточне постійне оправляння.
- Комбайновий спосіб проведення виробки — схожий до попереднього, але розробка ґрунту проводиться не вибухами, а за допомогою спеціальних тунелепрохідницьких машин з робочими органами різних типів.

#### Сильно тріщинуваті і м'які породи
- Новоавстрійський метод тунелебудування (проходка з використанням податливого склепіння) — тимчасове кріплення (зазвичай набризк-бетон, щільно нанесений на породу і армований) працює спільно з прилеглим ґрунтовим масивом, укріпленим анкерами, при цьому основні навантаження сприймає масив. Така конструкція кріплення дозволяє збільшити стійкість склепіння виробки, без захаращення перерізу тунелю тимчасовим кріпленням. Постійне остаточне кріплення (оправа) може зводитись на значній відстані від вибою відразу по усьому перетину з використанням високопродуктивних механізмів.
- Щитовий метод проведення виробки — за допомогою прохідницького щита проводиться виробка ґрунту на повний переріз, а тоді спорудження облицювання тунелю.

#### Нестійкі, обводнені ґрунти та агресивні середовища
- Спеціальні способи проведення виробки — проходка із застосуванням стисненого повітря, зниження рівня підземних вод, штучного заморожування ґрунту або хімічного закріплювання його спеціальними розчинами тощо.
- Щитовий метод проведення виробки з використанням активного привантаження вибою — за допомогою спеціальних механізованих прохідницьких щитів, що мають герметичну привибійну зону. Активне привантаження може створюватись або ґрунтом, що перемішується у привибійній зоні, або бентонітовою суспензією чи стисненим повітрям, що спеціально нагнітаються.

Всередині тунелі кріплять тимчасовими або постійними конструкціями. Від проникнення поверхневих і підземних вод тунелі захищають відповідним плануванням земної поверхні над ним, дренажем, гідроізоляцією, ущільненням навколишніх порід тощо, для відведення води в тунелях розміщують лотки і труби.

### Відкриті способи

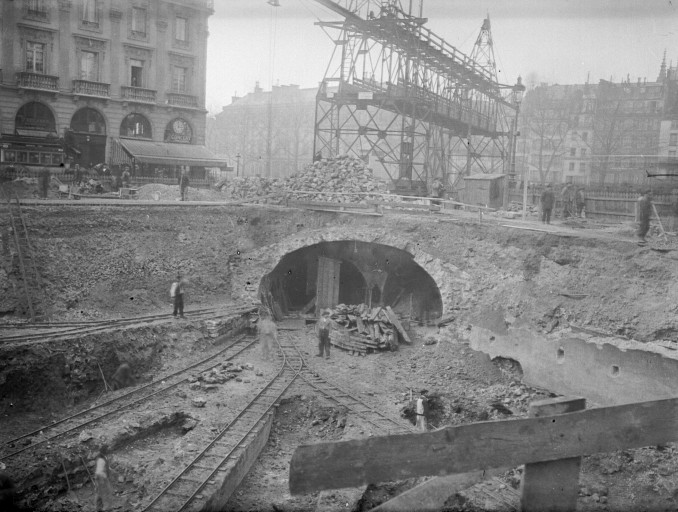
Будівництво Паризького метрополітену відкритим способом (початок XX століття)

Застосовуються, як правило, для зведення тунелів мілкого залягання. У порівнянні з закритими способами, відкриті способи відрізняються відносною дешевизною будівництва, але при використанні вимагають обов'язкового перекладання доріг та комунікацій, що знаходяться над тунелем. До відкритих способів відносять:

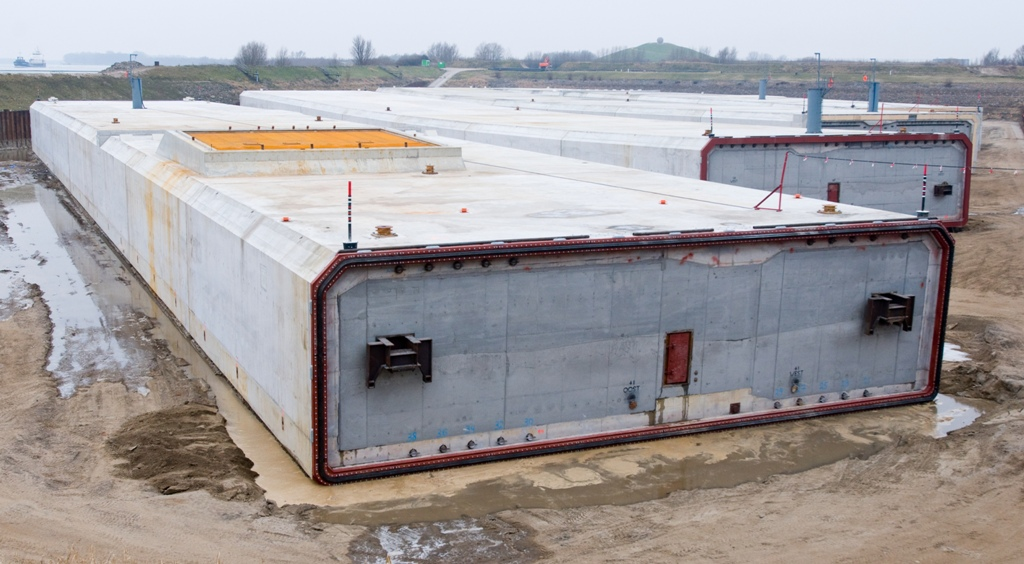
Сегменти зануреного тунелю, підготовлені для доставлення вплав до місця занурення і монтажу на дні

- котлованний спосіб — викопується котлован на повну ширину тунелю до рівня його підошви. Стіни котловану або залишають під кутом природного укосу ґрунту, або укріплюють у вертикальному положенні. Оправу споруджують у котловані, який потім засипають ґрунтом. Такий спосіб застосовувався при будівництві метро у Берліні і тому іноді називається «берлінським».
- траншейний спосіб. Котлован розкопується частинами, стіни споруджують методом «стіни у ґрунті». Таким способом часто будують пішохідні тунелі.
- щитовий спосіб. Для спорудження використовується прямокутний щит, аналогічний до того, що використовується при закритому способі. За його допомогою споруджують оправу тунелю.

До окремої категорії відносять так звані занурені тунелі. Їх будують в морі опускаючи на рівне дно готові сегменти у вигляді пустотілих циліндрів. Після закріплення на дні, сполучення та герметизації стиків з отриманої труби відпомповують воду. Занурення труби часто використовується у поєднанні з іншими формами спорудження тунелів після їх закінчення, наприклад при переході з-під поверхні води через портал на поверхню суходолу.

## Найдовші тунелі

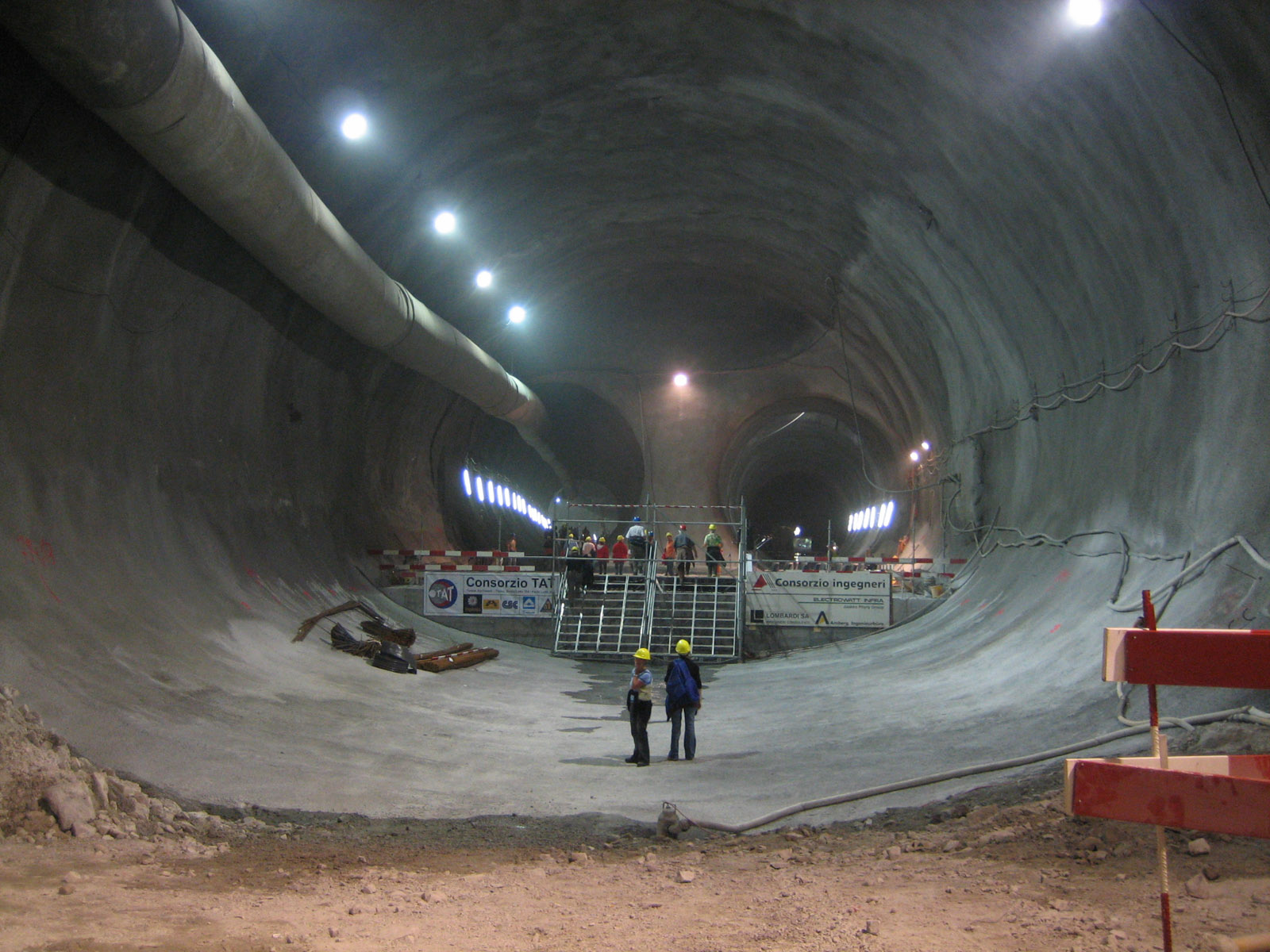
Будівництво Готтардського базисного тунелю

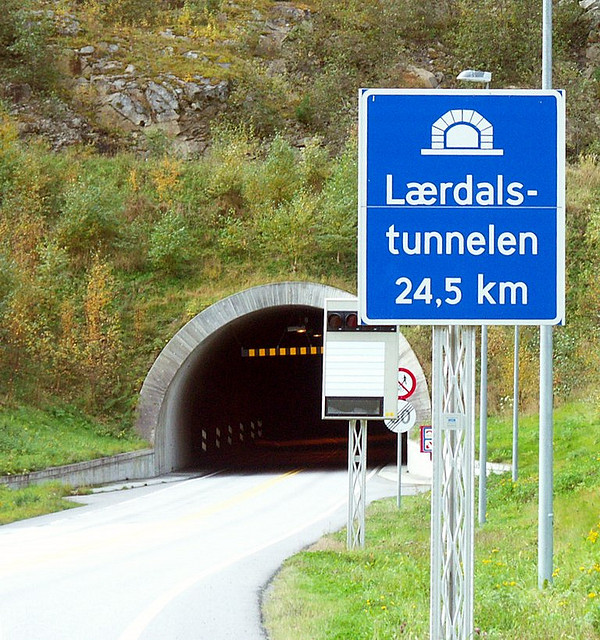
Лердальський автомобільний тунель (Норвегія)

- Готтардський базисний тунель (нім. Gotthard-Basistunnel) — залізничний тунель в Швейцарії, відкрито 1 червня 2016[5]. Довжина — 57 км (всього більше 157 км, включаючи службові і пішохідні ходи), що робить його найдовшим залізничним тунелем у світі.
- Японський тунель «Сейкан», який з'єднує японські острови Хонсю і Хоккайдо (довжина 53,9 км). Був відкритий для руху 13 березня 1988 року.
- Євротунель, прокладений під Ла-Маншем між Фолкстоуном (графство Кент, Велика Британія) і Кале (Франція), довжина — 49,94 км. Попри те, що цей тунель поступається за загальною довжиною тунелю Сейкан, його підводна ділянка (близько 39 км) на 14,7 км довша підвідної ділянки залізничного тунелю Сейкан. Тунель під Ла-Маншем офіційно відкритий у 1994 р.
- Найдовшим сухопутним тунелем у світі є залізничний тунель Хаккода в Японії, його довжина становить 26,5 км. Він став частиною шляху між Токіо і північним японським містом Аоморі.
- Лердальський тунель — найдовший у світі автомобільний тунель протяжністю 24,5 км, що сполучає муніципалітети Лердал і Аурланд в адміністративній одиниці (фюльке) Согн-ог-Ф'юране у західній частині Норвегії.
- Найдовшим залізничним тунелем в Україні є Лутугинський тунель між зупинними пунктами Збірна та Врубівка Луганської області, довжиною 2062,88 м, побудований 1915 року; другим за довжиною та одним[6][7] з найдавніших за часом спорудження — Бескидський між станціями Бескид та Скотарське в Карпатах, довжиною 1750 м, збудований ще 1886 року.

## Найглибші тунелі

### Найглибші відносно рівня моря
- Ейксуннський тунель у Норвегії, уведений в дію в лютому 2008 року, досягає глибини 287 м нижче від рівня моря. Максимальний ухил дорожнього полотна сягає 9,6 %.
- Сейканський тунель у Японії, що збудований у 1988 році, є другим у світі за глибиною залізничним тунелем, найбільша глибина проходження становить 240 м нижче від рівня моря.

### Найглибші відносно земної поверхні
- Готтардський базисний тунель (Швейцарія) крім того, що він є найдовшим, він ще є найглибшим у світі залізничним тунелем відносно земної поверхні. Тунель прокладено на глибині 2350 м під товщею гірських порід Сен-Готтардського масиву.
- Симплонський тунель — залізничний тунель в Альпах на дистанції, що зв'язує швейцарське місто Бриг з італійським містом Домодоссола, через Альпи. Є другим за глибиною розташування у товщі порід — 2150 метрів.